# Computació gràfica

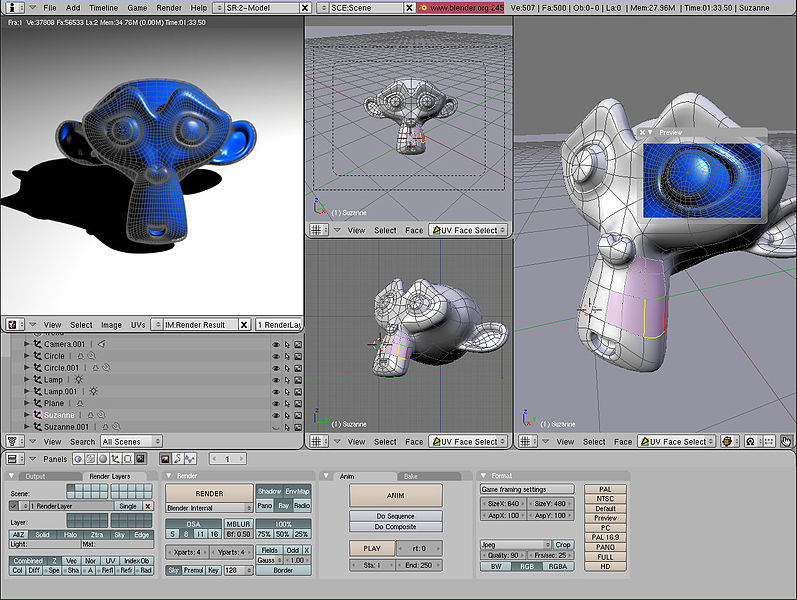
Captura de pantalla de Blender

La computació gràfica, també anomenada gràfics per ordinador, consisteix a crear imatges i pel·lícules mitjançant els ordinadors. En general, el terme es refereix a les dades d'imatges generades per ordinador creades amb l'ajuda de hardware i software especialitzats. És una enorme i recent àrea de les ciències de la computació. La frase va ser encunyada el 1960, pels investigadors de computació gràfica Verne Hudson i William Fetter de Boeing. Sovint s'abreuja com CG, encara que a vegades es fa referència 
erròniament a les imatges generades per ordinador, més conegudes com a CGI.
Els temes relacionats amb la computació gràfica inclouen el disseny d'interfície d'usuari, gràfics de sprites, gràfics vectorials, modelatge en 3D, shaders o ombrejadors, disseny de GPU, entre d'altres. La metodologia general depèn en gran manera de les ciències subjacents de la geometria, l'òptica i la física.
La computació gràfica s'utilitza per al processament de dades d'imatge rebudes del món físic i real [fer referència al blog]. El desenvolupament dels gràfics per ordinador ha tingut un impacte significatiu en molts tipus de mitjans de comunicació i ha revolucionat l'animació, les pel·lícules, la publicitat, els videojocs, i el disseny gràfic en general.

## Evolució del terme
El terme computació gràfica s'ha utilitzat en un sentit ampli per descriure "gairebé tot el relacionat amb els ordinadors que no estigui relacionat amb el text o el so". En general, el terme computació gràfica es refereix a diverses coses molt diferents, aquestes són:
- La representació i manipulació de les dades d'imatges d'un ordinador.
- Les diferents tecnologies utilitzades per crear i manipular imatges.
- El subcamp de les ciències de la computació que estudia mètodes per sintetitzar digitalment i manipular el contingut visual.

Avui dia, la computació gràfica està molt estesa. Aquest tipus d'imatges es troben en la televisió, els diaris, la previsió del temps, i en una varietat d'investigacions mèdiques i procediments quirúrgics. Un gràfic ben construït pot presentar estadístiques complexes en una forma que és més fàcil d'entendre i interpretar. En els mitjans de comunicació "tals gràfics s'utilitzen per il·lustrar els papers, informes, tesis", i altres materials de presentació.
S'han desenvolupat moltes eines per visualitzar les dades. Les imatges generades per ordinador es poden classificar en diversos tipus diferents: en dues dimensions (2D), en tres dimensions (3D), i gràfics animats. A mesura que la tecnologia ha millorat, els gràfics 3D per ordinador s'han tornat més comuns, però encara són utilitzats els gràfics 2D per ordinador. La computació gràfica s'ha convertit en un subcamp de les ciències de la computació que estudia mètodes per sintetitzar digitalment i manipular el contingut visual. Durant l'última dècada, altres camps especialitzats s'han desenvolupat, alguns exemples serien: la visualització de la informació, i la visualització científica més centrada en "la visualització de fenòmens tridimensionals (l'arquitectura, la meteorologia, la medicina, la biologia, etc.), on l'èmfasi està en les representacions realistes dels volums, superfícies, fonts d'il·luminació, i així successivament, potser amb un component dinàmic (temps) ".

## Història
Vegeu també: Història de l'animació

## Introducció
Les ciències precursores del desenvolupament de la computació gràfica van ser els avenços en l'enginyeria elèctrica, l'electrònica i la televisió que va tenir lloc durant la primera meitat del segle xx. Les pantalles poden mostrar l'art des que els germans Lumière van utilitzar la tècnica del matte per crear efectes especials, les primeres pel·lícules daten de 1895, però les pantalles eren limitades i no interactives. El primer tub de raigs catòdics o CRT, va ser inventat en 1897 per Karl Ferdinand Braun- que va donar pas a l'oscil·loscopi i el panell de control militar - els precursors més directes del camp, ja que van proporcionar les primeres pantalles electròniques bidimensionals que van respondre a l'entrada de l'usuari. No obstant això, aquesta disciplina es va mantenir relativament desconeguda fins a la dècada de 1950 i després de la Segona Guerra Mundial - temps durant el qual, la disciplina va sorgir gràcies a la investigació en les universitats i la investigació acadèmica sobre ordinadors més avançats i el desenvolupament en tecnologies, realitzat per les Forces Armades dels Estats Units d'Amèrica, com el radar, l'aviació avançada, i els coets desenvolupats durant la guerra. Calen nous tipus de pantalles per a processar la gran quantitat d'informació que resulta d'aquest tipus de projectes, el que porta al desenvolupament de la computació gràfica com una disciplina.

### 1950

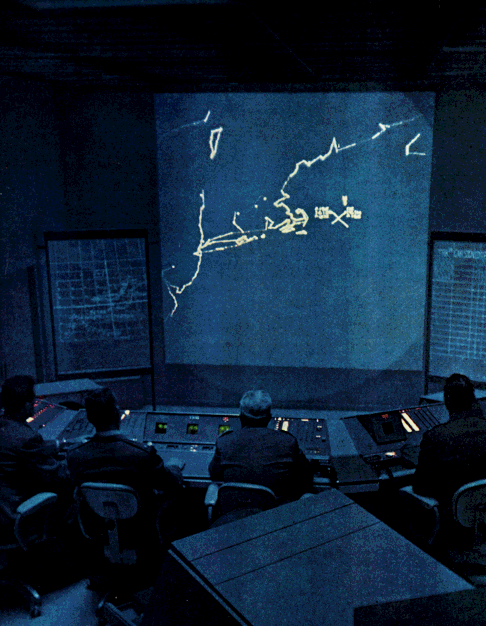
SAGE

Els primers projectes com Whirlwind i el Semi Automatic Ground Environment (SAGE) van introduir el Tub de raig catòdics o CRT com una alternativa viable als monitors d'ordinadors i una interfície d'interacció i van introduir el llapis òptic com a perifèric d'entrada. Douglas T. Ross del sistema Whirlwind SAGE va dur a terme un experiment personal el 1954 en el qual va escriure un petit programa que va capturar el moviment del seu dit i es va mostrar el seu portador (el seu nom traçat) en un abast de visualització.
Un dels primers videojocs interactius va ser Tennis for Two que va ser creat per William Higinbotham, utilitzant un oscil·loscopi. El va crear per entretenir els visitants en 1958 al Brookhaven National Laboratory.
El 1959, Douglas T. Ross va innovar un cop més mentre treballava al MIT en la transformació de les declaracions matemàtiques en eines vectorials generades per ordinadors, i va aprofitar l'oportunitat per crear una imatge, que es podia veure en qualsevol pantalla, d'un personatge de dibuixos animats de Disney.
L'empresa pionera en electrònica Hewlett-Packard (HP) es va fer pública el 1957 després d'incorporar-se una dècada abans, i va establir forts llaços amb la Universitat Stanford a través dels seus fundadors, que eren alumnes. Així va ser com el sud de la badia de San Francisco va passar a ser el centre de tecnologia informàtica líder en el món - ara coneguda com a Silicon Valley. La computació gràfica es va desenvolupar amb l'aparició de hardware per gràfics d'ordinador.
Altres avenços en la computació van portar a majors avenços en gràfics per ordinador interactius. El 1959, l'ordinador TX-2 va ser desenvolupat al Laboratori Lincoln del MIT. El TX-2 integra una sèrie de noves interfícies d'usuaris. Un llapis òptic podria ser usat per dibuixar esbossos a l'ordinador utilitzant el programari Sketchpad d'Ivan Sutherland. L'Sketchpad va permetre dibuixar formes simples en la pantalla de l'ordinador, guardar i fins i tot recuperar-les després. El llapis òptic en si tenia una petita cèl·lula fotoelèctrica a la punta. Aquesta cèl·lula emet un pols electrònic cada vegada que es col·loca davant d'una pantalla d'ordinador i la pantalla del canó d'electrons va disparada directament. Amb només mesurar el temps del pols electrònic amb la ubicació actual del canó d'electrons, era fàcil determinar on era exactament la ploma en qualsevol moment. Ivan Sutherland semblava trobar la solució perfecta per a molts dels problemes gràfics. Fins i tot avui en dia, molts estàndards de les interfícies gràfiques d'ordinador tenen el seu inici amb el programa Sketchpad.
Un exemple d'això està en les limitacions del dibuix. Si algú vol dibuixar un quadrat, per exemple, no s'ha de preocupar de dibuixar quatre línies perfectament per formar les vores de la caixa. Simplement ha d'especificar que vol dibuixar una caixa, a continuació, especificar la ubicació i la mida de la caixa. El programari llavors construirà un quadre perfecte, amb les dimensions adequades i en el lloc correcte.

### 1960

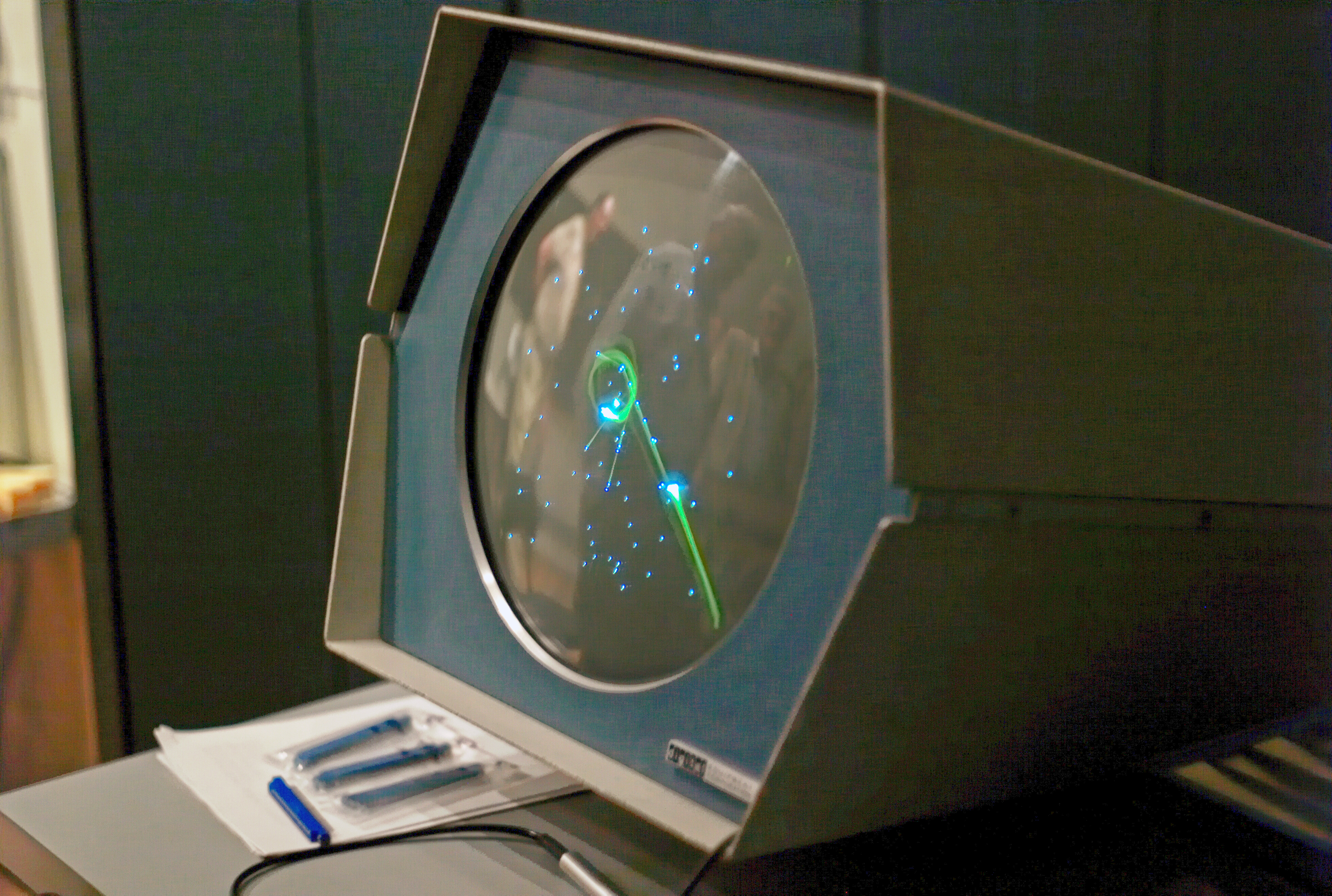
Spacewar funcionant en un PDP-1 al Computer History Museum (Califòrnia, EUA).

La frase "computació gràfica" va ser encunyada el 1960 per William Fetter, un dissenyador gràfic de Boeing. El 1961, un altre estudiant al MIT, Steve Russell, va crear el segon videojoc, Spacewar!. Escrit per al DEC PDP-1, Spacewar va ser un èxit immediat i va començar a fer còpies a altres propietaris de PDP-1 i, finalment, el DEC va obtenir una còpia. Els enginyers de DEC el van utilitzar com un programa de diagnòstic en cada nou PDP-1 abans d'enviar-lo. La força de vendes recollides i la instal·lació de noves unitats, el va posicionar com el "primer videojoc del món" pels seus nous clients.
E. E. Zajac, un científic de Bell Telephone Laboratory (BTL), va crear una pel·lícula anomenada "Simulació d'un sistema de control d'actitud gravetat de dos girs" el 1963. En aquesta pel·lícula generada per ordinador, Zajac va mostrar com la posició d'un satèl·lit podria ser alterada en la seva òrbita al voltant de la Terra. Ell va crear l'animació en un ordinador central IBM 7090. També en BTL, Ken Knowlton, Frank Sinden i Michael Noll van començar a treballar en la computació gràfica. Sinden va crear una pel·lícula anomenada força, massa i moviment que il·lustra les lleis del moviment de Newton en funcionament. Gairebé al mateix temps, altres científics estaven creant gràfics per ordinador per il·lustrar la seva recerca. Al Lawrence Radiation Laboratory, Nelson Max va crear les pel·lícules de Flux d'un fluid viscós i la Propagació de les ones de xoc en una forma sòlida. Boeing Aircraft va crear una pel·lícula anomenada Vibració d'una aeronau.
També en algun moment de la dècada de 1960, els automòbils podrien donar un impuls a través dels primers treballs de Pierre Bézier a Renault, que utilitza les corbes de Paul de Casteljau - que ara es diuen corbes de Bézier després de la feina de Bézier en el camp - per desenvolupar tècniques de modelatge 3D per a carrosseries d'automòbils Renault. Aquestes corbes formen la base de molts treballs de modelatge de corba en el camp. Les corbes - a diferència dels polígons - són entitats complexes matemàticament per dibuixar i modelar.

Pong versió arcade

No va passar molt temps abans que les grans empreses comencessin a interessar-se en la computació gràfica. TRW, Lockheed-Georgia, General Electric i Sperry Rand es troben entre les moltes empreses que es van iniciar en la computació gràfica a mitjans de la dècada de 1960. IBM va ser ràpid responent a aquest interès, ja que va llençar la terminal de gràfics IBM 2250, el primer ordinador de gràfics disponible al mercat. Ralph Baer, un enginyer supervisor en Sanders Associates, se li va ocórrer un videojoc domèstic el 1966 que més tard va ser llicenciat per Magnavox i el va anomenar Odyssey. Va ser un joc simplista, i que requeria components electrònics bastant barats, que permetia al jugador moure els punts de llum al voltant d'una pantalla. Va ser la primera computadora de productes gràfics feta pel consumidor. David C. Evans va ser director d'enginyeria de la divisió d'ordinadors de Bendix Corporation 1953-1962, després de la qual va treballar durant els cinc anys següents com a professor visitant a Berkeley. Allà va continuar el seu interès en els ordinadors i com s'interconnecten amb la gent. El 1966, la Universitat de Utah va reclutar Evans per formar un programa de ciències de la computació i gràfics per ordinador que ràpidament es va convertir en el seu principal interès. Aquest nou departament es convertiria en un centre de recerca primària del món de la computació gràfica.
També el 1966, Ivan Sutherland va continuar innovant en el MIT quan va inventar el dispositiu head-mounted display (HMD) que et permet reproduir imatges per ordinador. La va anomenar l'Espasa de Dàmocles a causa del maquinari necessari per al suport, que mostra dues imatges de trama separades, una per a cada ull.
Això va permetre a l'espectador veure l'escena de l'ordinador en 3D estereoscòpia. Després de rebre el seu doctorat del MIT, Sutherland es va convertir en Director de Processament de la Informació a ARPA (Agència de Projectes d'Investigació Avançada), i més tard es va convertir en professor de la Universitat Harvard. El 1967 Sutherland va ser reclutat per Evans a unir-se al programa d'informàtica a la Universitat de Utah - un desenvolupament que convertiria a aquest departament en un dels centres d'investigació més importants en gràfics per unes dècades. Quan Sutherland va perfeccionar el HMD; vint anys més tard, la NASA va tornar ha descobrir les seves tècniques en les seves investigacions en realitat virtual. A Utah, Sutherland i Evans van ser molt buscats pels consultors de les grans empreses, però es van veure frustrats per la manca de maquinari de gràfics disponibles en el moment així que van començar a formular un pla per començar la seva pròpia empresa.
El 1968, Arthur Appel va descriure el primer algoritme per al qual finalment seria conegut com a ray casting - un punt base per a gairebé tots els gràfics en 3D moderns, així com la posterior recerca de realisme fotogràfic en els gràfics.
El 1969, l'ACM va iniciar un Grup d'Interès Especial de Gràfics (SIGGRAPH), que organitza conferències, estàndards de gràfics i publicacions en el camp de la computació gràfica. El 1973, es va celebrar la primera conferència anual de SIGGRAPH, que s'ha convertit en un dels focus de l'organització. SIGGRAPH ha crescut en grandària i importància igual que la computació gràfica s'ha ampliat amb el temps.

### 1970

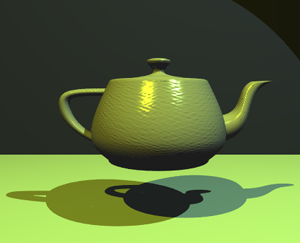
La tetera de Utah de Martin Newell es va convertir en un emblema del desenvolupament CGI durant la dècada de 1970.

Una quantitat sorprenent dels avenços en el camp en aquesta dècada - especialment a principis, molt important en els avenços en la transformació dels gràfics que han passat a ser d'utilitaris a realistes - es van produir a la Universitat de Utah en la dècada de 1970, que havia contractat a Ivan Sutherland, lluny del MIT. Sutherland va ser aparellat amb David C. Evans per ensenyar una classe avançada de computació gràfica, el que va contribuir en gran manera a la fundació de la recerca en el camp i va ensenyar a diversos estudiants que creixerien per fundar diverses de les empreses més importants de la indústria - és a dir, Pixar, Silicon Graphics, i Adobe Systems. Un d'aquests estudiants va ser Edwin Catmull, que acabava d'arribar de Boeing i que havia estat treballant en la seva especialitat, la física. Al créixer a Disney, Catmull va estimar l'animació, però ràpidament va descobrir que no tenia el talent per dibuixar. Catmull (juntament amb molts altres) va veure els ordinadors com la progressió natural de l'animació i que ell volia ser part de la revolució. Ell va ser pioner en l'assignació de textures per pintar textures en models tridimensionals el 1974, que ara es considera una de les tècniques fonamentals en el modelatge 3D. Es va convertir en un dels seus objectius per a produir una pel·lícula usant gràfics per ordinador - un objectiu que aconseguiria dues dècades més tard després del seu paper en la fundació de Pixar. En la mateixa classe, Fred Parke va crear una animació de la cara de la seva dona. També al 1974 es fa fer el primer curt animat per ordinador, Hunger dirigit per Peter Foldes.
A mesura que el laboratori de computació gràfica UU estava atraient gent de tot arreu, John Warnock era un altre d'aquests primers pioners; que més tard va estar a Adobe Systems i va crear una revolució en el món editorial amb el seu llenguatge PostScript i Adobe més endavant va crear el programari de la indústria dels editors gràfics digitals de fotografia estàndard, Adobe Photoshop, i d'efectes especials de la indústria cinematogràfica estàndard, Adobe After Effects. Tom Stockham va dirigir el grup de processament d'imatges en el qual UU va treballar en estreta col·laboració amb el laboratori de gràfics per ordinador. Jim Clark també hi era; que més tard va formar part de Silicon Graphics.
Un important avenç en gràfics 3D per ordinador va ser creat en el UU per aquests primers pioners – determinació de cara oculta. Per tal de dibuixar una representació d'un objecte 3D a la pantalla, l'ordinador ha de determinar quines superfícies estan "darrere" de l'objecte des de la perspectiva de l'espectador i, per tant, ha d'estar "ocult" quan l'ordinador crea (o fa) la imatge. El sistema nucli de gràfics 3D (o nucli) va ser el primer estàndard gràfic a desenvolupar. Un grup de 25 experts de l'ACM SIGGRAPH Grup d'Interès Especial va desenvolupar aquest "marc conceptual". Les especificacions es van publicar el 1977, i es va convertir en la base per a molts futurs desenvolupaments en el camp.
També a la dècada de 1970, Henri Gouraud, Jim Blinn i Bui Tuong Phong van contribuir a les bases d'ombrejat en CGI a través del desenvolupament de l'ombrejat Gouraud i models d'ombrejat Blinn-Phong, permetent als gràfics anar més enllà d'una mirada "plana" a una amb més profunditat. Jim Blinn també va innovar encara més el 1978 amb la introducció del bump mapping, una tècnica per simular superfícies irregulars, i el predecessor de molts tipus més avançats d'assignació utilitzats en l'actualitat.
La moderna sala de màquines recreatives, com es coneix avui, va ser creada en la dècada de 1970, amb els primers jocs d'arcade en temps real mitjançant gràfics 2D sprites. El Pong el 1972 va ser un dels primers videojocs d’arcade. Speed Race el 1974 va comptar amb sprites en moviment al llarg d'un camí d'un scrolling vertical. Gun Fight el 1975 va comptar amb gràfics dels personatges de sprites d'aspecte humà, mentre que Space Invaders el 1978 va oferir un gran nombre de sprites en pantalla; tots dos utilitzaven microprocessador Intel 8080 i Fujitsu MB14241 desplaçador de vídeo per accelerar el dibuix de gràfics de sprite.

### 1980
A la dècada de 1980 va començar la modernització i la comercialització de la computació gràfica. A mesura que van proliferar els ordinadors personals, un tema que només havia estat acadèmic va ser adoptat per un públic molt més gran, i el nombre de desenvolupadors de gràfics per ordinador va augmentar significativament.

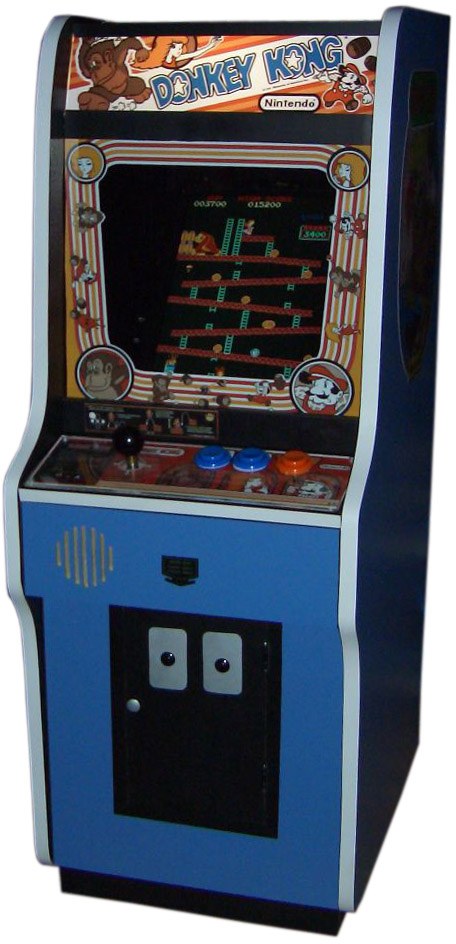
Donkey Kong va ser un dels videojocs més populars, va ajudar a popularitzar la computació gràfica al 1980h

A principis de la dècada de 1980, la disponibilitat de pla de bits i els microprocessadors de 16 bits va començar a revolucionar els terminals d'alta resolució de gràfics per ordinador que es van convertir cada vegada més intel·ligents, semiautònoms i en estacions de treball independents. Els gràfics i processament d'aplicacions cada vegada s'han anat migrant a la intel·ligència de l'estació de treball, en lloc de seguir confiant en la unitat central i miniordinadors. A principis del moviment a l'alta resolució de gràfics per ordinador, van ser les estacions de treball intel·ligents per al mercat de l'enginyeria assistida per ordinador, concretament les estacions de treball Orca 1000, 2000 i 3000, desenvolupades per ORCATECH d'Ottawa, un spin-off de Bell-Northern Research i dirigit per David Pearson, un pioner de l'estació de treball abans d'hora. L'Orca 3000 es va basar en Motorola 68000 i els processadors del pla de bits d'AMD i tenia Unix com a sistema operatiu. Artistes i dissenyadors gràfics van començar a veure l'ordinador personal, en particular el Commodore Amiga i Macintosh, com una eina de disseny, que podria estalviar temps i dibuixar amb més precisió que altres mètodes. El Macintosh segueix sent una eina molt popular per a la computació gràfica entre els estudis de disseny gràfic i negocis. Els ordinadors moderns, que daten de la dècada de 1980, sovint utilitzen interfícies gràfiques d'usuari (GUI) per presentar dades i informació amb símbols, icones i imatges, en lloc de text. Els gràfics són un dels cinc elements clau de la tecnologia multimèdia.
En el camp de la representació realista de la Universitat d'Osaka del Japó va desenvolupar el sistema de gràfics per ordinador LINKS-1, un superordinador que utilitza fins a 257 microprocessadors Zilog Z8001, el 1982, amb el propòsit de la representació realista dels gràfics 3D per ordinador. D'acord amb la Societat de Processament de la Informació del Japó: "El nucli de renderitzat d'imatges 3D és el càlcul de la luminància de cada píxel que constitueix una superfície processada des del punt de vista determinat, font de llum, i la posició de l'objecte. El sistema LINKS-1 va ser desenvolupat per a realitzar una metodologia de renderitzat d'imatges en què cada píxel pot ser paral·lelament processat de forma independent mitjançant el traçat de raigs. Mitjançant el desenvolupament d'una nova metodologia de programari específicament per a l'alta velocitat de renderitzat d'imatges, LINKS-1 era capaç de fer ràpidament imatges de gran realisme. Va ser utilitzat per crear el primer planetari en 3D similar a un vídeo de tots els cels, que es va fer completament amb els gràfics per ordinador. El vídeo va ser presentat al pavelló de Fujitsu a l'Exposició Internacional de 1985 a Tsukuba". El LINKS-1 era l'ordinador més potent del món, a partir de 1984. També en el camp de la renderització realista, l'equació general de renderització de David Immel i James Kajiya va ser desenvolupada el 1986 - un pas important cap a l'aplicació de la il·luminació global, la qual és necessària per perseguir el fotorealisme en la computació gràfica.
La contínua popularitat de Star Wars i altres franquícies de ciència-ficció van ser rellevants en CGI cinematogràfica en aquest moment, com Lucasfilm i la Industrial Light & Magic. Els avenços importants en el croma ("bluescreening", etc.) es van fer per les pel·lícules posteriors de la trilogia original. Dues peces de vídeo també sobreviurien a l'època coneguda com històricament rellevant: Dire Straits, gairebé completament en CGI de vídeo per la seva cançó Money For Nothing el 1985, que va popularitzar CGI entre els aficionats a la música de l'època, i una escena de Young Sherlock Holmes del mateix any amb el primer caràcter totalment CGI en una pel·lícula (un cavaller de vidre de colors animats). El 1988, els primers shaders - petits programes dissenyats específicament per fer l'ombrejat com un algoritme separat - es van desenvolupar per Pixar, que ja s'havia independitzat d'Industrial Light & Magic com una entitat separada - tot i que el públic no veuria els resultats de tal tecnològica fins a la pròxima dècada. A la fi de 1980, es van utilitzar els ordinadors SGI per crear alguns dels primers curtmetratges totalment generats per ordinador de Pixar, i màquines Silicon Graphics van ser molt importants per al camp durant la dècada.
La dècada de 1980 també es coneix com l'etapa d'or dels videojocs; milions de sistemes van ser venuts d'Atari, Nintendo i Sega, entre altres empreses, els gràfics per ordinador van ser exposats per primera vegada a un nou, jove, i impressionable públic - igual que els ordinadors personals basats en MS-DOS, d'Apple II o Mac i Amigas, que també permetien als usuaris programar els seus propis jocs si estaven prou capacitats. Demoscenes i shareware van proliferar; John Carmack, que més tard va ser un innovador 3D, va començar en aquest període de desenvolupament de jocs basats en sprites. A les maquines recreatives, es va avançar en gràfics en 3D a temps real. El 1988, es van introduir els primers taulers dedicats als gràfics en 3D en temps real a les sales recreatives, amb el Sistema de Namco 21 i el sistema d'aire Taito. Aquesta innovació seria la precursora de la unitat de procés gràfic o GPU, una tecnologia on s'utilitza un xip separat i molt potent, en el processament paral·lel amb una CPU per optimitzar els gràfics.

### 1990
A la dècada de 1990 va aparèixer el modelatge en 3D de forma massiva i amb un impressionant augment de la qualitat de CGI en general. Els equips domèstics es van convertir en condicions d'assumir la prestació de tasques que anteriorment s'havia limitat a les estacions de treball que costen milers de dòlars; els modeladors 3D van ser accessibles per a sistemes domèstics, la popularitat de les estacions de treball Silicon Graphics va disminuir i poderoses màquines de Microsoft Windows i Apple Macintosh que utilitzaven productes d'Autodesk com 3D Studio o un altre programari de renderitzat van passar a ser importants. A finals de la dècada, la GPU començaria el seu ascens a la prominència que encara gaudeix avui dia.

Quarxs, poster de la serie de Maurice Benayoun i François Schuiten al 1992

El camp va començar a veure els primers gràfics representats que realment podrien passar com una fotorealistes per a l'ull no entrenat (tot i que encara no podien fer-ho amb un artista entrenat en CGI) i els gràfics en 3D van passar a ser populars en els videojocs, el multimèdia i l'animació. A finals de la dècada de 1980 i principis dels anys noranta es van crear, a França, les primeres sèries de televisió fetes mitjançant la computació gràfica: La Vie des bêtes per l'estudi Mac Guff Ligne (1988), Les Fables géométriques (1989-1991) per l'estudi Fantôme i Quarxs, la primera sèrie de gràfics per ordinador HDTV de Maurici Benayoun i François Schuiten (estudi de producció Z-A, 1990-1993).
En l'àmbit de les pel·lícules, Pixar va començar el seu increment comercial en aquesta etapa sota la direcció de Edwin Catmull, amb la seva primera gran pel·lícula Toy Story, el 1995, un èxit per part de la crítica i en l'àmbit comercial. L'estudi va passar d'inventar el shader programable a tenir èxit gràcies a les pel·lícules d'animació, i pel seu treball en l'animació de vídeo prerendered encara es considera un líder de la indústria.
En els videojocs, el 1992, Virtua Racing, que s'executa a la placa del sistema d'arcade de Sega Model 1, va establir les bases dels videojocs de curses totalment en 3D i popularitzat en gràfics 3D poligonals en temps real entre un públic més ampli en la indústria del videojoc. El Sega Model 2 el 1993 i el Sega Model 3 el 1996, posteriorment, van empènyer els límits de, gràfics 3D en temps real comercials. De nou al PC, Wolfenstein 3D, Doom i Quake, tres dels primers videojocs d'acció en primera persona en 3D massivament populars, van ser posats en llibertat per id Software amb gran èxit de crítica i públic. La PlayStation de Sony i Nintendo 64, entre altres consoles, que es venien en milions i els gràfics en 3D popularitzats per als jugadors d'origen. Els títols en 3D de primera generació, que van aparèixer bastant tard dels 90, es van convertir vistos com una gran influencia en la popularització de gràfics en 3D entre els usuaris de la consola, com els videojocs de plataformes Super Mario 64 i The Legend of Zelda: Ocarina of Time, i els videojocs de lluita en 3D, com Virtua Fighter, Battle Arena Toshinden i Tekken.
La tecnologia i els algoritmes per a la prestació van continuar millorant en gran manera. El 1996, Krishnamurty i Levoy van inventar normal mapping - una millora en el bump mapping de Jim Blinn. El 1999 Nvidia va treure a la venda el GeForce 256, la primera targeta de vídeo domèstic facturat com una unitat de procés gràfic o GPU, que en les seves pròpies paraules conté: "integrat a transformar, la il·luminació, la configuració de triangles / retallada, i motors de renderitzat". A finals de la dècada, els equips van adoptar marcs comuns per al processament de gràfics com DirectX i OpenGL. Des de llavors, la computació gràfica només s'ha tornat més detallada i realista, a causa de tenir una maquinària més potent per generar gràfics i un programari de modelatge 3D. AMD també va esdevenir un desenvolupador líder de targetes gràfiques en aquesta dècada, fet que va crear un "duopoli" en el camp que encara dura avui en dia.

### 2000
CGI es va convertir en omnipresent durant aquesta època. CGI s'havia estès en els videojocs i en el cinema i va seguir el corrent principal de finals de 1990 i va continuar fent-ho a un ritme accelerat en la dècada del 2000. CGI també va ser adoptat en massa pels anuncis de televisió àmpliament a la fi dels anys 1990 i 2000, i així es va fer familiar a un públic massiu.

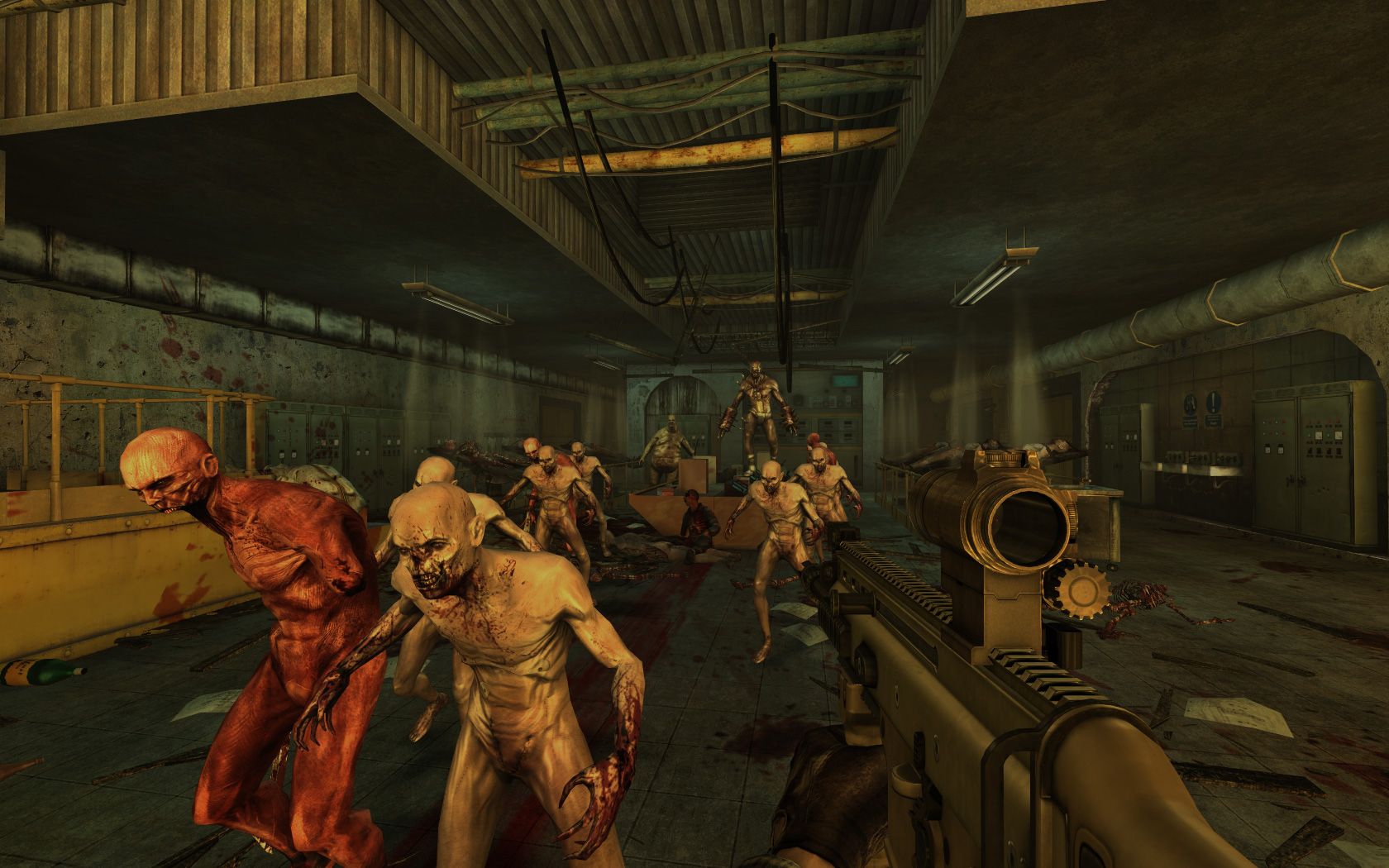
Una captura de pantalla del videojoc Killing Floor, construït en Unreal Engine 2.

L'augment continu i creixent de sofisticació de la unitat de procés gràfic van ser crucial per a aquesta dècada, i les capacitats de renderització en 3D es van convertir en una característica estàndard com les GPU dels gràfics 3D es van convertir en una necessitat per als fabricants d'ordinadors de sobretaula. La línia de Nvidia GeForce de targetes gràfiques va dominar el mercat de la dècada amb la presència ocasional en competència significativa de l'ATI. A mesura que avançava la dècada, fins i tot les màquines de gamma baixa en general contenien una GPU amb capacitat 3D d'algun tipus com Nvidia i AMD, tots dos eren un conjunt de xips de baix preu i van continuar dominant el mercat. Els shaders que s'havien introduït en la dècada de 1980 per dur a terme el processament especialitzat en la GPU a finals de la dècada s'havien convertit en el suport de la majoria del maquinari del consumidor, l'acceleració de gràfics i que permetia en gran manera la millora de la textura i l'ombrejat de gràfics per ordinador a través de l'adopció generalitzada del normal mapping, el bump mapping, i una varietat d'altres tècniques que permeten la simulació d'una gran quantitat de detall.
La computació gràfica utilitzada en pel·lícules i videojocs va començar a poc a poc a ser realista fins al punt d'entrar a la vall inquietant. Les pel·lícules de CGI van proliferar, amb pel·lícules de dibuixos animats tradicionals, com Ice Age i Madagascar, així com nombroses ofertes de Pixar com Buscant a Nemo dominaven la taquilla en aquest camp. The Final Fantasy: The Spirits Within, llençat el 2001, va ser la primera pel·lícula totalment generada per ordinador, d'utilitzar personatges generats per ordinador fotorealistes i estar totalment feta amb captura de moviment. La pel·lícula no va ser un èxit de taquilla,però alguns comentaristes han suggerit que això pot ser en part a causa que els personatges generats per ordinador de plom tenien trets facials que van caure en la «vall inquietant». Altres pel·lícules d'animació com L'exprés polar van cridar l'atenció en aquest moment. Star Wars també va ressorgir amb la seva trilogia i els efectes van seguir marcant un compàs per CGI en l'àmbit de les pel·lícules.
En els videojocs, la PlayStation 2 i 3 de Sony, la línia de Microsoft Xbox de consoles, i les ofertes de Nintendo GameCube seguien mantenint un gran nombre de seguidors, igual que Windows PC. Títols importants com la sèrie de Grand Theft Auto, Assassin's Creed, Final Fantasy, BioShock, Kingdom Hearts, Mirror’s Edge i dotzenes d'altres van continuar apropant el realisme fotogràfic, van fer créixer la indústria dels videojocs i van impressionar als jugadors, fins que els ingressos que tenia la indústria van ser comparables als de les pel·lícules. Microsoft va prendre la decisió d'exposar DirectX més fàcilment al món desenvolupador independent amb el programa XNA, però no va ser un èxit. DirectX en si segueix sent un èxit comercial, però OpenGL va continuar madurant també, i ell i DirectX van millorar en gran manera; els llenguatge d'ombrejat de segona generació High Level Shader Language o HLSL i el Open GL Shading Language o GLSL, van començar a ser populars en aquesta dècada.
En la informàtica científica, la tècnica GPGPU que serveix per passar grans quantitats de dades de forma bidireccional entre una GPU i CPU va ser inventada; també mitjançant aquesta tècnica es va accelerar l'anàlisi de molts tipus de bioinformàtica i dels experiments de biologia molecular. La tècnica també s'ha utilitzat per a la mineria Bitcoin i té aplicacions en visió per ordinador.

### 2010
A la primera meitat de la dècada del 2010, el CGI és gairebé omnipresent en vídeo, els gràfics prerenderitzats, que són gairebé científicament fotorealista, i els gràfics en temps real en un sistema adequat de gamma alta poden simular el realisme fotogràfic per a un ull inexpert.
La textura ha madurat en un procés d'etapes múltiples amb moltes capes; en general, no és estrany per implementar l'assignació de textures, el bump mapping o les isosuperficies, el normal mapping, els mapes d'il·luminació, inclosos els reflexos especulars i les tècniques de reflexió i volums d'ombra en un sol motor de renderització utilitzant shaders, que estaven madurant considerablement. Els shaders són ara gairebé una necessitat per al treball avançat en el camp, proporcionant una considerable complexitat en la manipulació de píxels, vèrtexs i textures en funció de cada element, i uns innumerables efectes possibles. El seu llenguatge d'ombrejat HLSL i GLSL són camps actius de recerca i desenvolupament. La Physically based rendering o PBR, implementa més mapes fins i tot per simular el flux veritable de llum òptica, és una àrea de recerca activa, així, juntament amb les àrees d'òptica avançades com la subsurface scattering o SSS i el mapeig de fotons. Els experiments en la capacitat de processament requerida per proporcionar gràfics en temps real en les maneres d'ultra alta resolució, com Ultra HD estan començant, encara que fora de l'abast de tots.
Al cinema, les pel·lícules d'animació encara es fan amb CGI; un gran nombre de pel·lícules d'animació CGI es fan per any, però poques, intenten tenir un realisme fotogràfic a causa dels continus temors de la vall inquietant. La majoria són dibuixos animats en 3D.
En els videojocs, la Xbox One de Microsoft, la PlayStation 4 de Sony, i la Wii U de Nintendo, actualment dominen en les cases i són totes molt competents en gràfics en 3D, ja que els tenen molt desenvolupats; el PC Windows segueix sent una de les plataformes de joc més actives.

## Tipus d'imatge

### Bidimensional

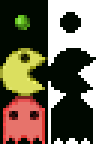
Sprites en mapa de bits (esquerra) i mascara (dreta)

La computació gràfica en 2D és la generació d'imatges digitals per ordinador-majoritàriament de models, com el de la imatge digital, i creades mitjançant tècniques específiques per a ells.
La computació gràfica en 2D s'utilitza principalment en aplicacions que van ser desenvolupades originalment en tecnologies d'impressió i de dibuix tradicionals, com ara la tipografia. En aquestes aplicacions, la imatge bidimensional no és només una representació d'un objecte del món real, sinó un artefacte independent amb valor semàntic afegit. Per tant, es prefereixen els models bidimensionals perquè donen un control més directe de la imatge que els gràfics per ordinador en 3D, on l'enfocament és més afí a la fotografia que a la tipografia.

#### Píxel art
És una forma d'art digital, el píxel art es crea mitjançant l'ús d'un programari de mapa de bits, on s'editen les imatges en el nivell del píxel. Els gràfics en la majoria dels videojocs antics (o relativament limitat), els videojocs calculadora gràfica, i molts dels videojocs per a telèfons mòbils estan fets majoritàriament amb píxel art.

#### Sprite
Un sprite és una imatge bidimensional o animació que s'integra en una escena més gran. Inicialment incloent només els objectes gràfics manejats separadament del mapa de bits de memòria d'una pantalla de vídeo, que inclou diverses formes de superposicions gràfiques.
Originalment, l'sprite era un mètode d'integració de mapes de bits sense relació pel que semblava ser part del mapa de bits normal en una pantalla, com la creació d'un personatge animat que es pot moure en una pantalla sense alterar les dades que defineixen la pantalla general. Tals sprites poden ser creats per qualsevol del circuit elèctric o software. En els circuits, un sprite és un hardware que empra canals DMA d'encàrrec per integrar elements visuals amb la pantalla principal en què súper imposa dues fonts de vídeo discretes. El programari pot simular això a través de mètodes de representació especialitzats.

#### Gràfics vectorials

Exemple d'un gràfic vectorial versus un mapa de bits.

Els formats de gràfics vectorials són complementaris als mapes de bits. El mapa de bits és la representació d'imatges com una matriu de píxels, i s'utilitzen normalment per a la representació d'imatges fotogràfiques. Els gràfics vectorials consisteixen a codificar la informació sobre les formes i colors que componen la imatge, que pot permetre una major flexibilitat en la renderització. Hi ha casos, en els quals la millor pràctica és treballar amb eines i formats vectorials, i altres en què treballar amb eines i formats de mapa de bits. Hi ha moments en què tots dos formats s'uneixen. Entendre els avantatges i les limitacions de cada tecnologia i la relació entre elles fa que sigui més fàcil fer un ús eficient i eficaç de les eines.
Tridimensional
Els gràfics en 3D, en comparació amb els gràfics 2D, són gràfics que utilitzen una representació tridimensional de dades geomètriques. Inclouen imatges que poden ser per a la seva visualització posterior o per a la visualització en temps real.
Malgrat aquestes diferències, els gràfics 3D per ordinador es basen en algoritmes similars als gràfics 2D per ordinador. En el programari dels gràfics per ordinador, la distinció entre 2D i 3D és ocasionalment borrosa; les aplicacions 2D poden utilitzar tècniques 3D per aconseguir efectes com ara la il·luminació, i principalment els 3D poden utilitzar tècniques de renderitzat en 2D.
Els gràfics 3D per ordinador són els mateixos que els models 3D. El model està contingut en l'arxiu de dades gràfiques, a més del renderitzat. No obstant això, hi ha la diferència que inclou el model 3D, que és la representació d'un objecte 3D. Fins que es visualitza la mostra un model no és gràfic. A causa de la impressió, els models 3D no només es limiten a l'espai virtual. El 3D és com es pot visualitzar un model. També pot ser utilitzat en les simulacions per ordinador no gràfiques i càlculs.

#### Animació per ordinador

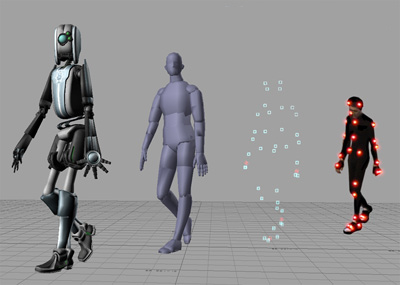
Exemple d'animació per ordinador utilitzant el Motion capture

L'animació per ordinador és l'art de crear imatges en moviment mitjançant l'ús d'ordinadors. És un subcamp de la computació gràfica i l'animació. Cada vegada més es crea per mitjà de gràfics 3D per ordinador, encara que els gràfics 2D per ordinador segueixen sent àmpliament utilitzats per l'estilística, la baixa amplada de banda, i la necessitat de renderitzar més de pressa en temps real. A vegades, l'objectiu de l'animació és el mateix ordinador, però de vegades l'objectiu és un altre mitjà, tal com una pel·lícula. També es coneix com a CGI (imatges generades per ordinador o formació d'imatges generades per ordinador), especialment quan s'utilitza en pel·lícules.
Les entitats virtuals poden contenir i ser controlades per atributs variats, com ara els valors de transformació (ubicació, orientació i escala) emmagatzemats a la matriu de transformació d'un objecte. L'animació és el canvi d'un atribut amb el temps. Hi ha múltiples mètodes per aconseguir l'animació; la forma rudimentària es basa en la creació i edició de key frames, cadascun emmagatzema un valor en un moment donat, per l'atribut de ser animat. El programari de gràfics 2D / 3D canviarà amb cada key frame, creant una corba editable d'un valor assignat en el temps, el resultat d'això és el que es coneix com a animació. Altres mètodes d'animació inclouen tècniques procedimentals i de base d'expressió: el primer consolida elements d'entitats animades relacionades en un conjunt d'atributs, útils per a la creació d'efectes de partícules i la simulació de multituds; l'últim permet un resultat avaluat retornat d'una expressió lògica definida per l'usuari, juntament amb les matemàtiques, per automatitzar l'animació d'una manera predictible.
Per crear la il·lusió de moviment, una imatge es visualitza a la pantalla de l'ordinador ràpidament substituïda per una nova imatge que és similar a la imatge anterior, però es va movent lleugerament. Aquesta tècnica és idèntica a la il·lusió de moviment a la televisió i a les imatges en moviment.

## Conceptes i principis
Les imatges es creen normalment per dispositius com ara càmeres, miralls, lents, telescopis, microscopis, etc.
Les imatges digitals inclouen tant les imatges vectorials com les imatges de mapa de bits, però les imatges de mapa de bits són més comunament utilitzades.

### Píxel

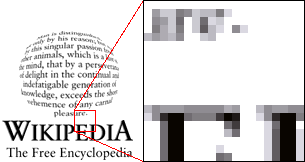
A la part ampliada de la imatge els píxels es representen com quadrats.

A la imatge digital, un píxel (o element d'imatge) és un únic punt d'una imatge de mapa de bits. Els píxels es van col·locar en una quadrícula de 2-dimensional regular, i sovint es representen mitjançant punts o quadrats. Cada píxel és una mostra d'una imatge original, contra més mostres solen proporcionar, hi ha una representació més precisa de l'original. La intensitat de cada píxel és variable; en els sistemes de color, cada píxel té tres components, que són: el vermell, el verd i el blau.
Els gràfics són presentacions visuals en una superfície, com ara una pantalla d'ordinador. Exemples d'això són les fotografies, els dibuixos, el disseny gràfic, els mapes, o altres imatges. Els gràfics sovint combinen text i il·lustració.

### Primitives
Primitives són les unitats bàsiques que un sistema de gràfics es pot combinar per crear imatges o models més complexos. Exemples d'això serien els sprites i els mapes de personatges en els videojocs 2D, primitives geomètriques en disseny assistit per ordinador o CAD o els polígons o triangles en la renderització 3D. Les primitives poden ser ajudades pel maquinari per a la prestació eficient, o els mòduls previstos per una aplicació gràfica.

### Renderització
La renderització és la generació d'una imatge 2D d'un model 3D per mitjà de programes d'ordinador. Un arxiu d'escena conté objectes en un llenguatge estrictament definit o una estructura de dades; que contindria la geometria, la perspectiva, la textura, la il·luminació i l'ombrejat de la informació com una descripció de l'escena virtual. Les dades contingudes en el fitxer d'escena es passen després a un programa de renderització per a ser processades i produint una imatge digital o una imatge de mapa de bits. El programa de renderització es construeix generalment en el programari de gràfics per ordinador, encara que altres estan disponibles com plug-ins o programes totalment independents. Tot i que els detalls tècnics dels mètodes de renderització varien, els reptes generals per superar en la producció d'una imatge 2D a partir d'una representació 3D emmagatzemada en un arxiu d'escena es poden resumir com el canal de gràfics al llarg d'un dispositiu de renderització, com una GPU. Una GPU és un dispositiu capaç d'ajudar a la CPU en els càlculs. Si una escena sembla relativament realista i predictible en condicions d'il·luminació virtual, el programari de renderització ha de resoldre l'equació de renderització. L'equació de renderització no té en compte tots els fenòmens d'il·luminació, sinó que és un model d'il·luminació general per imatges generades per ordinador. La 'Renderització' també s'utilitza per descriure el procés de càlcul d'efectes en un arxiu d'edició de vídeo per a produir una sortida de vídeo final.

#### Projecció 3D
La projecció en 3D és un mètode de mapeig de tres punts dimensionals a un pla de dues dimensions. Com la majoria dels mètodes actuals per a la visualització de dades gràfiques es basen en plans de dues dimensions, l'ús d'aquest tipus de projecció està molt estesa, especialment en la computació gràfica, l'enginyeria, entre d'altres.

#### Traç de raigs o ray tracing
El traçat de raigs és una tècnica per a generar una imatge traçant el camí de la llum a través de píxels en un pla d'imatge. La tècnica és capaç de produir un molt alt grau de realisme fotogràfic; en general més gran que la del mètode scanline rendering, però a un major cost computacional.
"Per cada pixel, recórrem a la inversa el camí del raig que l'ha generat, aplicant adientment coeficients que regulen reflexions, transparencies, etc .. Aquest model incorpora de manera natural temes com les superfícies ocultes i el tractament d'ombres".

#### L'ombrejat

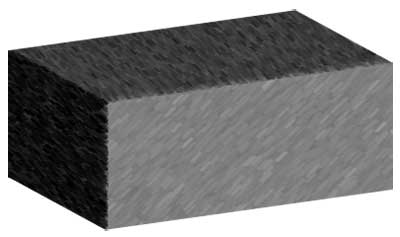
Exemple de l'ombrejat

L'ombrejat o shading es refereix al fet que representa la profunditat en models 3D o il·lustracions mitjançant la variació dels nivells de foscor. És un procés que s'utilitza en l'elaboració per representar els nivells de foscor en el paper mitjançant l'aplicació de mitjans més densos o amb un to més fosc per a les àrees més fosques, i menys densos o amb un to més clar per les àrees més clares. Hi ha diverses tècniques d'ombrejat incloent el cross hatching on les línies perpendiculars que estan a prop variants es dibuixen en un patró de quadrícula per donar ombra a una àrea. Com més a prop estan les línies, més fosca apareix la zona. De la mateixa manera, com més allunyades estan les línies, la zona apareix més il·luminada. El terme s'ha generalitzat recentment, des que els shaders s'apliquen.

#### Textura
La textura és un mètode per afegir detall, textura a la superfície, o el color a un model gràfic generat per ordinador o a un 3D. La seva aplicació als gràfics 3D va ser iniciat pel Dr. Edwin Catmull en 1974. S'aplica una textura a la superfície d'una figura, o polígon. Aquest procés és similar a l'aplicació de paper estampat a una senzilla caixa blanca. Les multitexturas són l'ús de més d'una textura alhora en un polígon. Les textures per procediments (creades a partir d'ajustar els paràmetres d'un algoritme subjacent que produeix una textura de sortida), i les textures d'un mapa de bits (creats en una aplicació d'edició d'imatges o importades des d'una càmera digital) són, en termes generals, els mètodes comuns d'aplicació de la definició de la textura en els models 3D en un programari de gràfics d'ordinador, mentre que la col·locació prevista de textures en la superfície d'un model sovint requereix una tècnica coneguda com a UV mapping (d'arbitrària disposició, que utilitza un disseny manual de les coordenades de la textura) per a les malles poligonals, mentre que les superfícies NURBS tenen la seva pròpia parametrització intrínseca utilitzada com a coordenades de textura. La textura com a disciplina abasta també les tècniques per a la creació de normal maps i bump maps que es corresponen amb una textura per simular alçada i mapes especulars per ajudar a simular la brillantor i els reflexos de la llum, així com l'environment mapping per simular la reflectivitat d'un mirall, també anomenada brillantor.

#### Antialiàsing
La renderització d'entitats independents de la resolució (com els models 3D) per a la seva visualització en un dispositiu ràster (basat en píxels) com una pantalla de cristall líquid o una televisió CRT, inevitablement provoca artefactes aliàsing principalment al llarg de les vores geomètriques i els límits dels detalls de la textura; aquests artefactes són informalment anomenats "jaggies". El mètode antialiàsing rectifica aquests problemes, el que resulta en imatges més agradables per a l'espectador, però poden ser una mica cares computacionalment. Diversos algoritmes d'antialiàsing (com ara el supersampling) són capaços de ser emprats, per al rendiment de la representació més eficient enfront de la qualitat de les imatges resultant; un artista gràfic ha de considerar aquest canvi si els mètodes d'antialiàsing es van utilitzar. Una textura de mapa de bits pre-anti-aliased que es mostra en una pantalla a una resolució diferent de la resolució de la mateixa textura (com ara un model de textura en la distància de la càmera virtual) exhibirà artefactes d'aliàsing, mentre que qualsevol la textura per processos definida sempre mostrarà artefactes d'aliasing, ja que són independents de la resolució; tècniques com mipmapping i el filtratge de textures ajuden a resoldre els problemes relacionats amb la textura d'aliàsing.

### Renderització de volum
La renderització de volum és una tècnica que s'utilitza per mostrar una projecció 2D d'un conjunt de dades mostrejades de forma discreta en 3D. Un conjunt de dades 3D típic és un grup d'imatges de tall 2D adquirit per una tomografia computada o CT o un escàner d'imatgeria per ressonància magnètica o IRM.
En general, aquests són adquirits en un patró regular (per exemple, una part cada mil·límetre) i en general tenen un nombre regular de píxels de la imatge en un patró regular. Aquest és un exemple d'una quadrícula volumètrica regular, amb cada element de volum, o vòxel, representat per un únic valor que s'obté mitjançant el mostreig de la zona immediata que envolta el vòxel.

### Modelatge 3D
El modelatge 3D és el procés de desenvolupar matemàtica, representació wireframe de qualsevol objecte tridimensional, anomenat "model 3D", a través d'un programari especialitzat. Els models poden ser creats de forma automàtica o manualment; el procés de modelatge manual de preparació de les dades geomètriques de la computació gràfica 3D és similar a les arts plàstiques, com l'escultura. Els models 3D poden ser creats utilitzant múltiples enfocaments: l'ús de corbes NURBS per generar trossos de superfície precises i llises, el modelatge de malla poligonal (manipulació de la geometria facetada), o subdivisió de malla poligonal (tesela avançada de polígons, el que resulta en superfícies llises similars als models NURBS). Un model 3D es pot mostrar com una imatge en dues dimensions a través d'un procés anomenat renderització 3D, que s'utilitza en simulacións per ordinador de fenòmens físics, o animat directament per a altres fins. El model també es pot crear físicament utilitzant dispositius d'impressió 3D.

## Pioneers en computació gràfica

### Charles Csuri
Charles Csuri és pioner en animació per ordinador i art digital i va crear el primer per ordinador a l'art el 1964. Csuri va ser reconegut per Smithsonian com el pare de l'art i l'animació per ordinador digital, i com a pioner de l'animació per ordinador pel Museu d'Art Modern (MoMA) i l'Association for Computing Machinery-SIGGRAPH.

### Donald P. Greenberg
Donald P. Greenberg és un innovador líder en computació gràfica. Greenberg ha estat autor de centenars d'articles i va servir com a mestre i mentor de molts informàtics prominents artistes gràfics, animadors, i investigadors com Robert L. Cook, Marc Levoy, Brian A. Barsky, i Wayne Lytle. Molts dels seus antics estudiants han guanyat Academy Awards pels seus èxits tècnics i diversos d'ells han guanyat el SIGGRAPH Achievement Award. Greenberg va ser el director fundador del Centre de la NSF per Computer Graphics i visualització científica.

### A. Michael Noll
Noll va ser un dels primers investigadors que va utilitzar un ordinador digital per a crear patrons artístics i per formalitzar l'ús de processos aleatoris en la creació de les arts visuals. Va començar en la creació d'art digital el 1962, convertint-lo en un dels primers artistes digitals. El 1965, Noll, juntament amb Frieder Nake i Georg Nees van ser els primers a exhibir públicament el seva art per ordinador. Durant l'abril de 1965, el Howard Wise Gallery exhibeix l'art per l'ordinador de Noll juntament amb els patrons de punts aleatoris de Bela Julesz.

### Altres pioners
- Pierre Bézier
- Jim Blinn
- Jack Bresenham
- John Carmack
- Paul de Casteljau
- Ed Catmull
- Frank Crow
- James D. Foley
- William Fetter
- Henry Fuchs
- Henri Gouraud
- Charles Loop
- Nadia Magnenat Thalmann
- Benoît B. Mandelbrot
- Martin Newell
- Fred Parke
- Bui Tuong Phong
- Steve Russell
- Daniel J. Sandin
- Alvy Ray Smith
- Bob Sproull
- Ivan Sutherland
- Daniel Thalmann
- Andries van Dam
- John Warnock
- Lance Williams
- Jim Kajiya

### Organitzacions importants
- SIGGRAPH
- SIGGRAPH Asia
- Game Developers Conference o GDC
- Bell Telephone Laboratories
- Forces Armades dels Estats Units d'Amèrica, particularment el Whirlwind i el SAGE
- Boeing
- IBM
- Renault
- El departament de ciències de la computació de la Universitat de Utah
- Lucasfilm i Industrial Light & Magic
- Autodesk
- Adobe Systems
- Pixar
- Silicon Graphics, Khronos Group i OpenGL
- El DirectX de Microsoft
- Nvidia
- AMD

## Estudi de la computació gràfica
L'estudi de la computació gràfica és un subcamp de les ciències de la computació que estudia mètodes per sintetitzar i manipular el contingut visual digital. Encara que el terme freqüència es refereix a gràfics per ordinador tridimensionals, també abasta gràfics bidimensionals i processament d'imatges.
Com a disciplina acadèmica, la computació gràfica estudia la manipulació de la informació visual i geomètrica utilitzant tècniques computacionals. Es centra en els fonaments matemàtics i computacionals de la generació d'imatges i el processament en lloc de qüestions purament estètiques. La computació gràfica amb freqüència es diferencia del camp de visualització, encara que els dos camps tenen moltes similituds.

## Aplicacions
La computació gràfica es poden utilitzar en les següents àrees:
- La biologia computacional
- La física computacional
- El disseny assistit per ordinador o CAD
- La simulació d'ordinador
- L'Art digital
- L'Educació
- El Disseny gràfic
- La Infografia
- La visualització de la informació
- El disseny de fàrmacs
- La visualització científica
- Els efectes especials per al cinema
- Els videojocs
- La realitat virtual
- El disseny web
- El disseny